# CEP63
CEP63‏ (Centrosomal protein 63) هوَ بروتين يُشَفر بواسطة جين CEP63 في الإنسان.